# João Carlos Leal
João Carlos Leal foi um jurista português, exerceu as funções de Desembargador da Relação de Goa e assumiu por duas vezes a Junta de Governo da Índia. Foi ao Brasil, onde morreu.